# Tumiritinga
Tumiritinga este un oraș în Minas Gerais (MG), Brazilia.